# Marienburg-Mlawkaer Eisenbahn
| Marienburg-Mlawker Eisenbahn | Marienburg-Mlawker Eisenbahn |
| ---------------------------- | ---------------------------- |
| Übersichtskarte              |                              |
| Spurweite:                   | 1435 mm (Normalspur)         |
|                              |                              |

Die Marienburg–Mlawkaer Eisenbahn-Gesellschaft besaß und betrieb in den früheren preußischen Provinzen West- und Ostpreußen eine Teilstrecke der Fernbahnverbindung Danzig–Warschau.

## Geschichte
Im Anschluss an die Strecke der Preußischen Ostbahn von Danzig über Dirschau nach Marienburg eröffnete die 1872 gegründete „Marienburg–Mlawkaer Eisenbahn-Gesellschaft“ (MME) eine zweigleisige Eisenbahnstrecke. Diese sollte in Russland den Anschluss an die dortige Weichselbahn nach Warschau herstellen, die über Kowel die Weiterfahrt bis zum Schwarzen Meer ermöglichte. Sie diente vor allem dem Getreideexport aus dem Kaiserreich Russland nach dem Deutschen Reich und über den Ostseehafen Danzig auch nach Skandinavien, Belgien, die Niederlande und Großbritannien.
Der am 1. August 1876 eröffnete erste Abschnitt durchquerte von Marienburg in Westpreußen die Landschaft Pomesanien in südöstlicher Richtung bis Deutsch Eylau (68,9 km) und ab 1. September 1876 bis Montowo (94,1 km) im Osten des Kulmerlandes. Die folgende Teilstrecke führte über Zajonczkowo (polnisch Zajączkowo) in die Provinz Ostpreußen nach Soldau (129,6 km) und bei Illowo zur deutsch-russischen Grenze. Kurz darauf wurde nach 147,5 Kilometern der Endpunkt Mława in Russischpolen erreicht. Der namengebende Ort Mławka lag näher an der Grenze, besaß aber keine Bahnstation. Bis Mława wurde der Gesamtverkehr am 1. September 1877 eröffnet, bis Soldau fuhren Güterzüge schon ab 15. Mai 1877.
Die Bahngesellschaft nahm am 1. August 1884 noch eine 6,4 Kilometer lange Nebenbahn von Zajonczkowo nach der Kreisstadt Löbau in Westpreußen in Betrieb. 
Seit dem 1. April 1888 benutzte die preußische Staatsbahn die 13 Kilometer lange Strecke von Soldau zur Grenze für ihre Züge aus Richtung Allenstein und Graudenz. Damals beschäftigte die MME fast 600 Menschen; sie hatte 23 Dampflokomotiven, 23 Personenwagen und 549 Güterwagen.
Die Preußische Staatsbahn bemühte sich schon im Jahr 1886 um den Ankauf der Marienburg–Mlawkaer Eisenbahngesellschaft; aber erst zum 1. Juli 1903 gab diese ihre Selbständigkeit auf. 
Nach dem Ersten Weltkrieg verlor die Strecke durch die neuen politischen Grenzen Ostpreußens einen großen Teil ihrer früheren Bedeutung, weil diese kürzeste Verbindung zwischen Warschau und dem zollmäßig mit Polen verbundenen Danzig (Freie Stadt Danzig) ein Stück weit durch Ostpreußen führte. Seit Polen 1945 den größeren Teil der deutschen Ostgebiete zugeteilt bekam (Westverschiebung Polens), gilt die Strecke Warszawa–Mława–Malbork–Gdańsk als eine der wichtigsten des Landes.